# 羅爾赫茨巴赫河

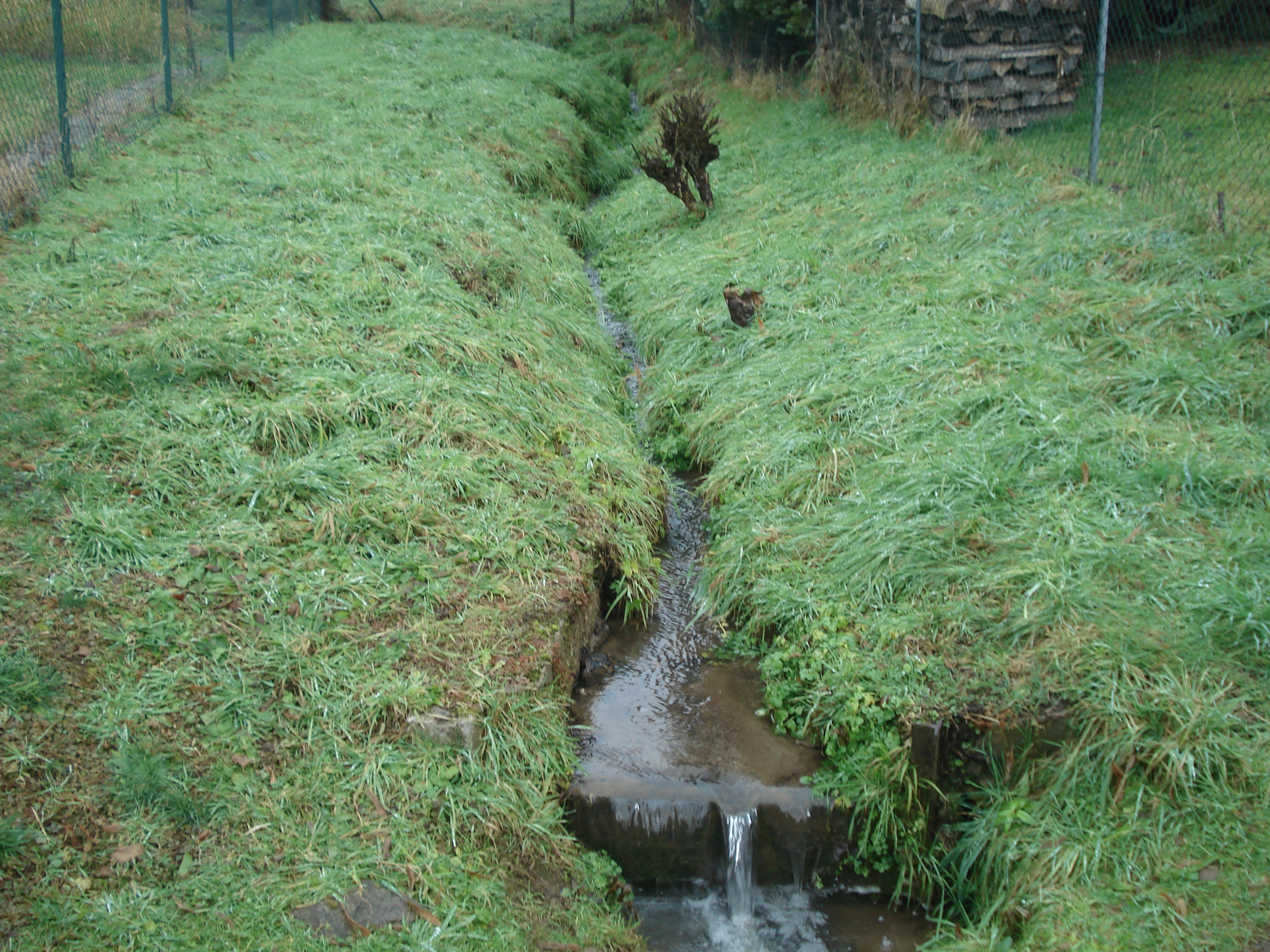

50°2′19.02″N 9°12′55.89″E / 50.0386167°N 9.2155250°E
羅爾赫茨巴赫河（德語：Rohrchetsbach），是德國的河流，位於該國東南部，由巴伐利亞負責管轄，屬於費德卡爾河的右支流，河道全長0.5公里，流域面積0.4平方公里。